# هوس الرقص

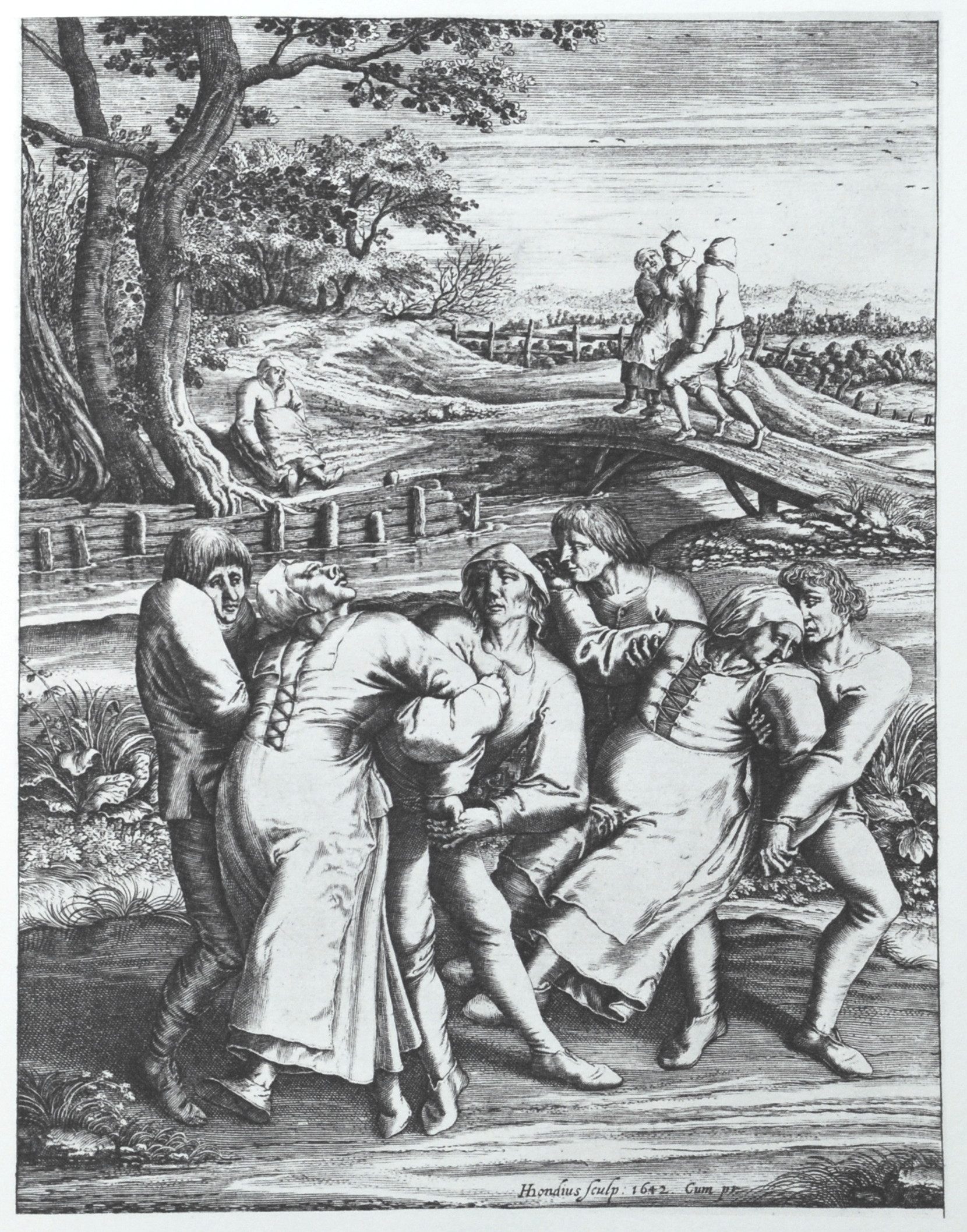
هوس الرقص في طريق الحج إلى الكنيسة في سانت-جانز-مولينبيك. نقش لهيندريك هونديوس (1642)، استلهم من رسم لبيتر بروغل الأكبر (1564).

«هوس الرقص» أو ما يعرف أيضاً باسم «طاعون الرقص» أو جنون الرقص، أو رقص سانت جون، كان ظاهرة اجتماعية حدثت في قارة أوروبا بين القرنين الرابع عشر والسابع عشر. وتمثلت الظاهرة في مجموعة من الأشخاص الذين يرقصون بطريقة متقطعة، وقد تتضمن المجموعة الآلاف في الوقت الواحد. لم تقتصر الظاهرة على الرجال، بل شملت النساء والأطفال الذين كانوا يرقصون إلى حد الانهيار من الإرهاق.
اندلعت هذه الظاهرة أول الأمر في آخن، في ألمانيا عام 1374، وانتشرت بسرعة عبر أوروبا كلها، هذا وقد كانت أشهر أحداث هذه الظاهرة "طاعون الرقص في ستراسبورغ عام 1518.
لم تكن هذه الظاهرة حدثاً معزولاً، فقد أثرت على الآلاف من الناس عبر عدة قرون، وقد وُثقت توثيقاً جيداً في تقارير معاصرة. لكن على الرغم من ذلك، فهذه الظاهرة غير مفهومة. عموماً، رافق الراقصين موسيقيون للمساعدة في درء الهوس، لكن هذا التكتيك أتى بنتائج عكسية، إذ تشجع المزيد من الأشخاص للانضمام للراقصين. لا يوجد توافق في آراء الباحثين في العصر الحديث الذين حاولوا دراسة تلك الظاهرة.
افترضت بعض النظريات أن بعض الطوائف الدينية كانت تقف وراء مواكب الناس الراقصين، للتخلص من أعباء الإجهاد والتخلص من التفكير في الفقر الذي كانوا يعانون منه. اعتقد البعض أن هذه الظاهرة كانت بمثابة مرض نفسي جماعي، حيث ظهرت على الناس أعراض جسدية متشابهة، لكن لا يعرف السبب الفيزيائي الذي أثر على مجموعة كبيرة من الناس بتلك الصورة.